# Museo de la Real Fuerza Aérea Británica de Londres
El Museo de la Real Fuerza Aérea Británica de Londres (comúnmente llamado simplemente como "Museo de la RAF") es un museo dedicado a la historia de la aviación, y a la Real Fuerza Aérea Británica en particular. Es una rama del Museo de la Real Fuerza Aérea Británica ubicado cerca del pueblo de Colindale (cerca de Hendon) al norte de Londres, Reino Unido. El museo de la Real Fuerza Aérea Británica tiene dos ubicaciones en Inglaterra, estando el otro situado en el Museo de la Real Fuerza Aérea Británica de Cosford en Cosford en Shropshire.

## Aeronaves expuestas

### Hangar 1
- Short Sunderland MR.5

RAF Stories: the first 100 years of the Royal Air Force (primeros 100 años de la RAF):
- de Havilland DH.9A
- Folland Gnat
- Supermarine Spitfire Vb
- Westland Sea King

RAF: First to the Future:
- Lockheed Martin F-35 Lightning II (réplica)

- Bristol Blenheim IV
- de Havilland Tiger Moth
- CASA E3B
- Fiat CR42 Falco
- Gloster Gladiator I
- Hawker Hurricane I
- Heinkel He 111H-20
- Junkers Ju 87G-2
- Junkers Ju 88R-1
- Messerschmitt Bf 109E-3
- Messerschmitt Bf 110G-2
- Short Sunderland MR5
- Supermarine Seagull V
- Supermarine Spitfire I
- V1 Flying Bomb
- Westland Lysander III

### Hangar 2 (The Grahame-White Factory)

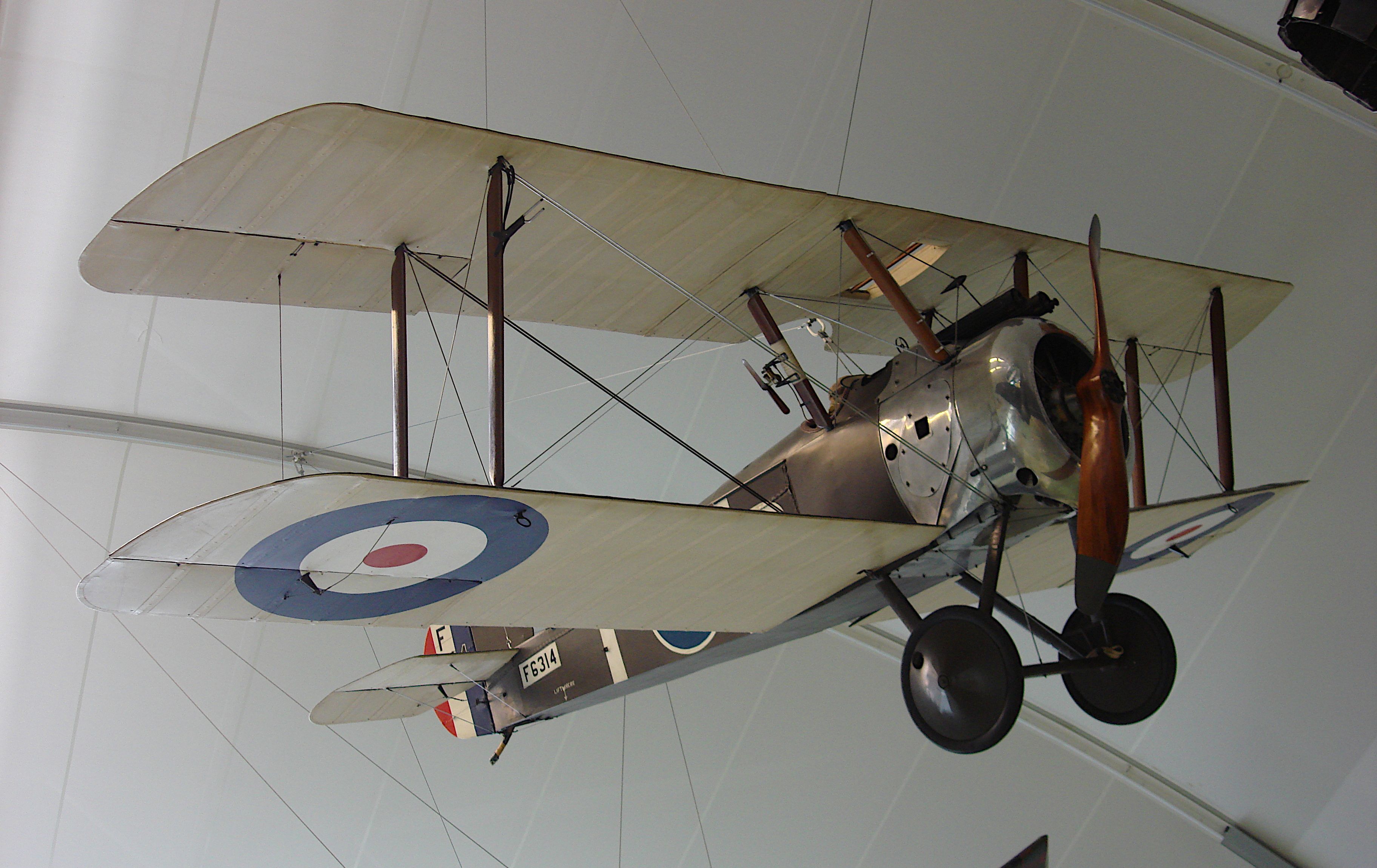
El Sopwith Camel en el Hangar 2.

- Avro 504K
- Blériot XXVII
- Caudron G.3
- Royal Aircraft Factory S.E.5A
- Bristol F.2B
- Royal Aircraft Factory R.E.8
- Royal Aircraft Factory B.E.2B
- Royal Aircraft Factory F.E.2B
- Fokker DVII
- Albatros D.Va
- Sopwith Camel
- Sopwith Dolphin
- Sopwith Triplane
- Vickers F.B.5 Gunbus

### Hangar 3+4 (Hangares históricos)

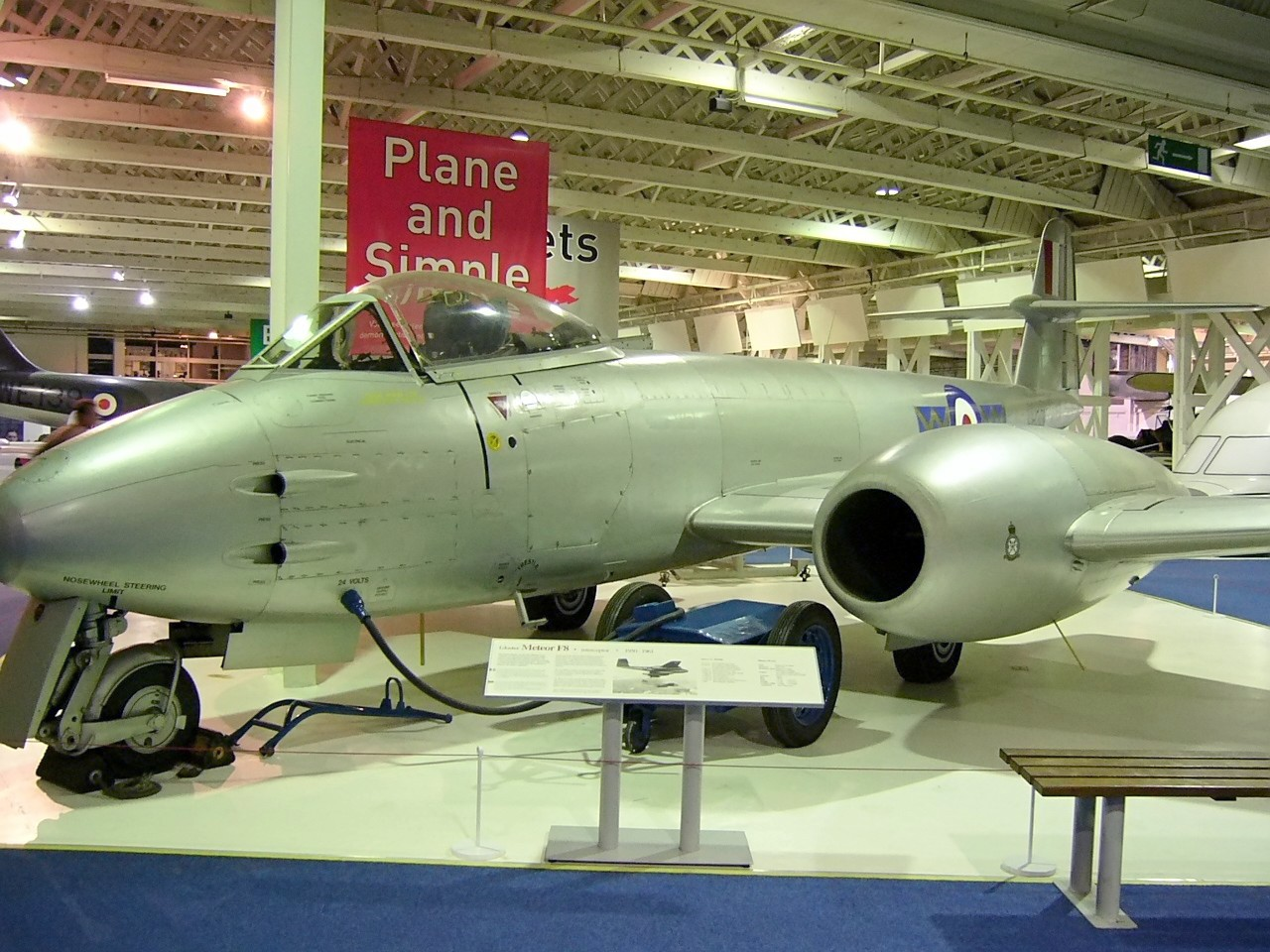
Gloster Meteor en el Hangar Histórico.

| - Avro Rota - Bristol Beaufighter TF.X - Bristol Beaufort - Bristol Sycamore - BAC Jet Provost T.5 - BAC Lightning F.6 - Curtiss Kittyhawk IV - de Havilland Canada Chipmunk - de Havilland Vampire F.3 - English Electric Canberra PR.3 - European Helicopter Industries EH101 Merlin - Gloster Meteor F.8 - Hawker Hart II - Hawker Tempest V - Hawker Hunter FGA.9 - Hawker Tempest II - Hawker Typhoon IB - Fiat CR.42 Falco | - Hawker Hurricane I - Messerschmitt Bf 109E-3 - Lockheed Hudson IIIA - McDonnell Douglas Phantom II FGR.2 - North American Harvard IIB - Panavia Tornado F.3 - Republic Thunderbolt II - Sikorsky R-4 - Slingsby Grasshopper - Supermarine Southampton - Supermarine Spitfire I - Supermarine Spitfire F.24 - Supermarine Stranraer - Taylorcraft Auster I - Westland Belvedere HC.1 - Westland Gazelle HT.3 - Westland Wessex HCC.4 - Westland Whirlwind HAR.10 |

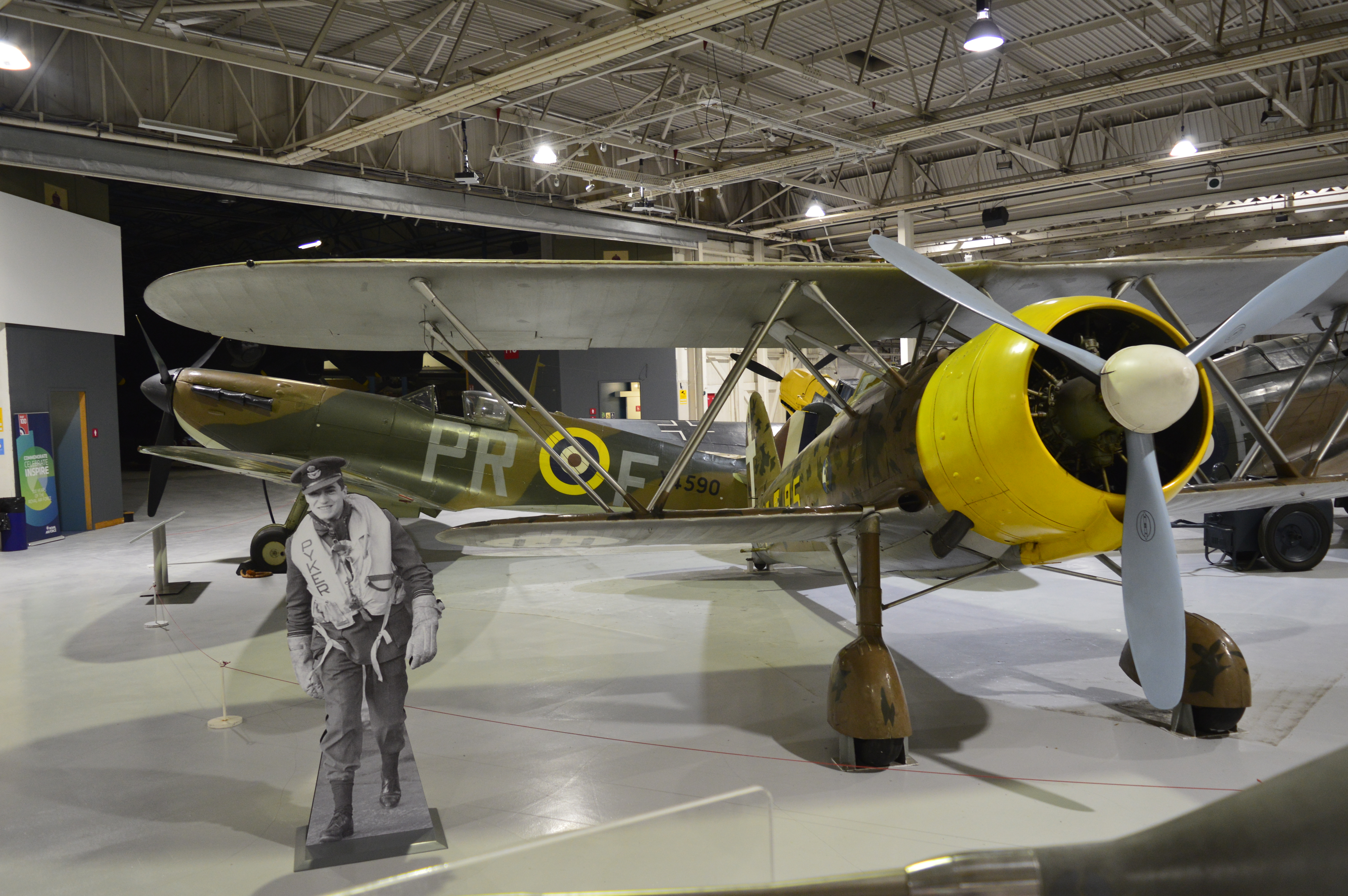
CR 42 Falco en la exposición de la Batalla de Inglaterra.

### Hangar 5 (Bomber Hall / Hangar del Bombardero)
- Airspeed Oxford I
- Avro Anson I
- Avro Lancaster B.I
- Avro Vulcan B.2
- Boeing B-17G Flying Fortress
- Bristol Blenheim IV
- Consolidated B-24L Liberator
- de Havilland Mosquito B.35
- Fairey Battle
- Focke Wulf Fw 190A-8/U-1

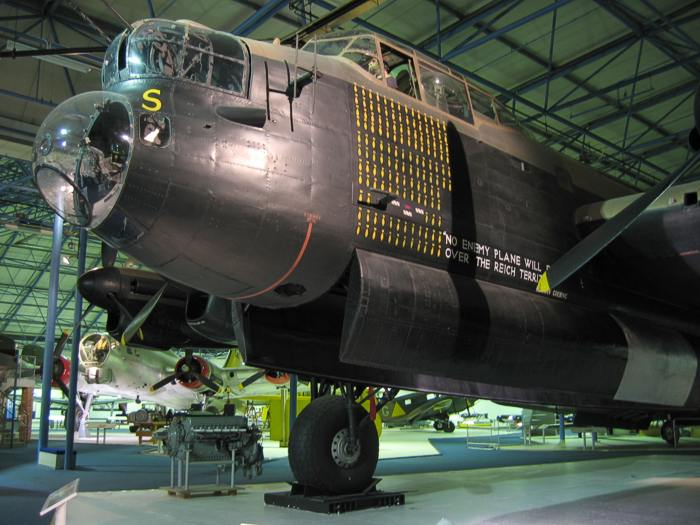
Avro Lancaster R5868 en el hangar de bombarderos.

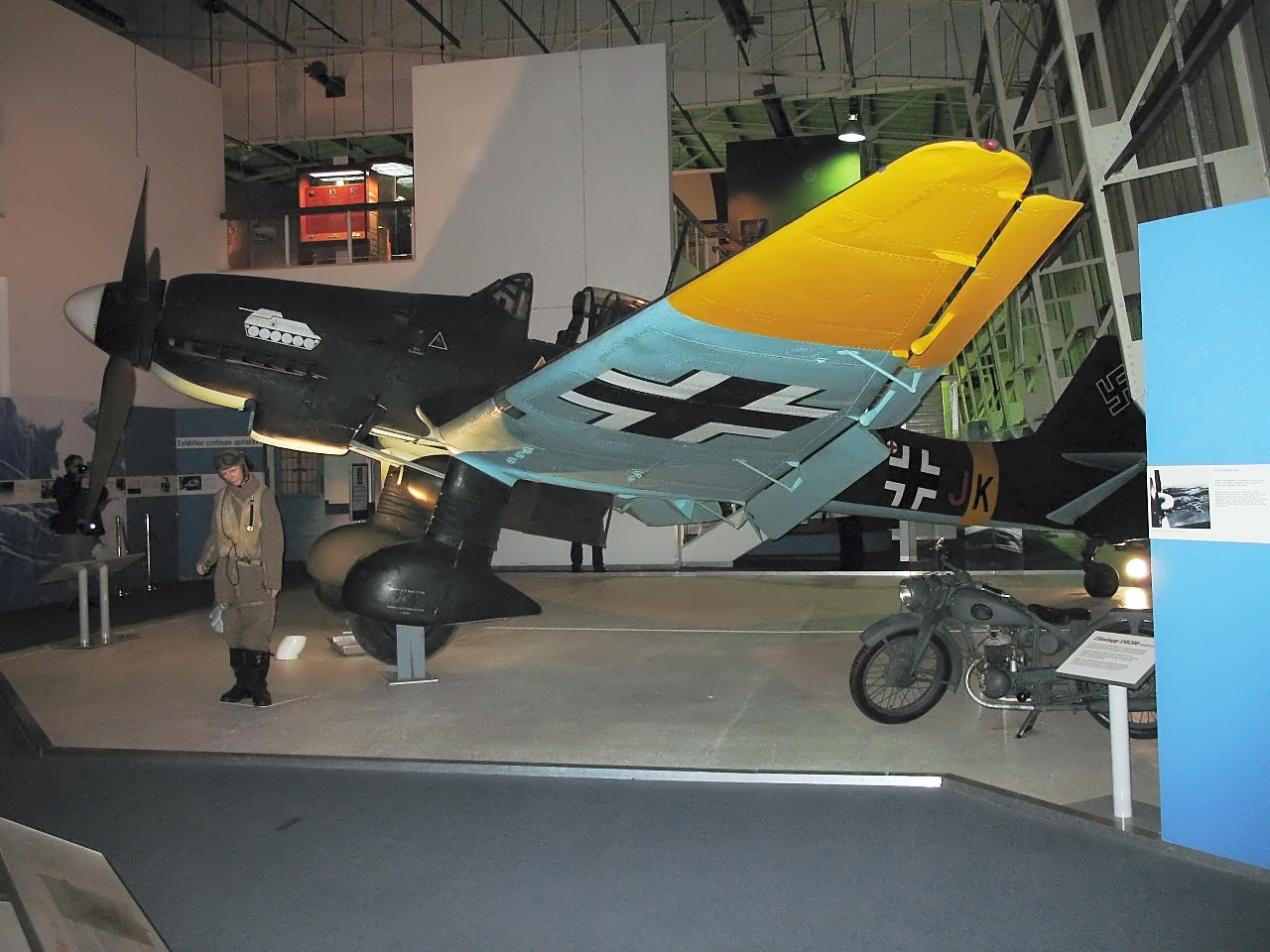
Junkers Ju 87 Stuka en el hangar 5.

- Handley Page Halifax II (recovered wreck)
- Heinkel He 162A-2
- Messerschmitt Bf 110G-2
- North American TB-25J Mitchell
- North American P-51D Mustang
- Percival Prentice
- Heinkel He 111H-20
- Junkers Ju 87G-2

## Motores

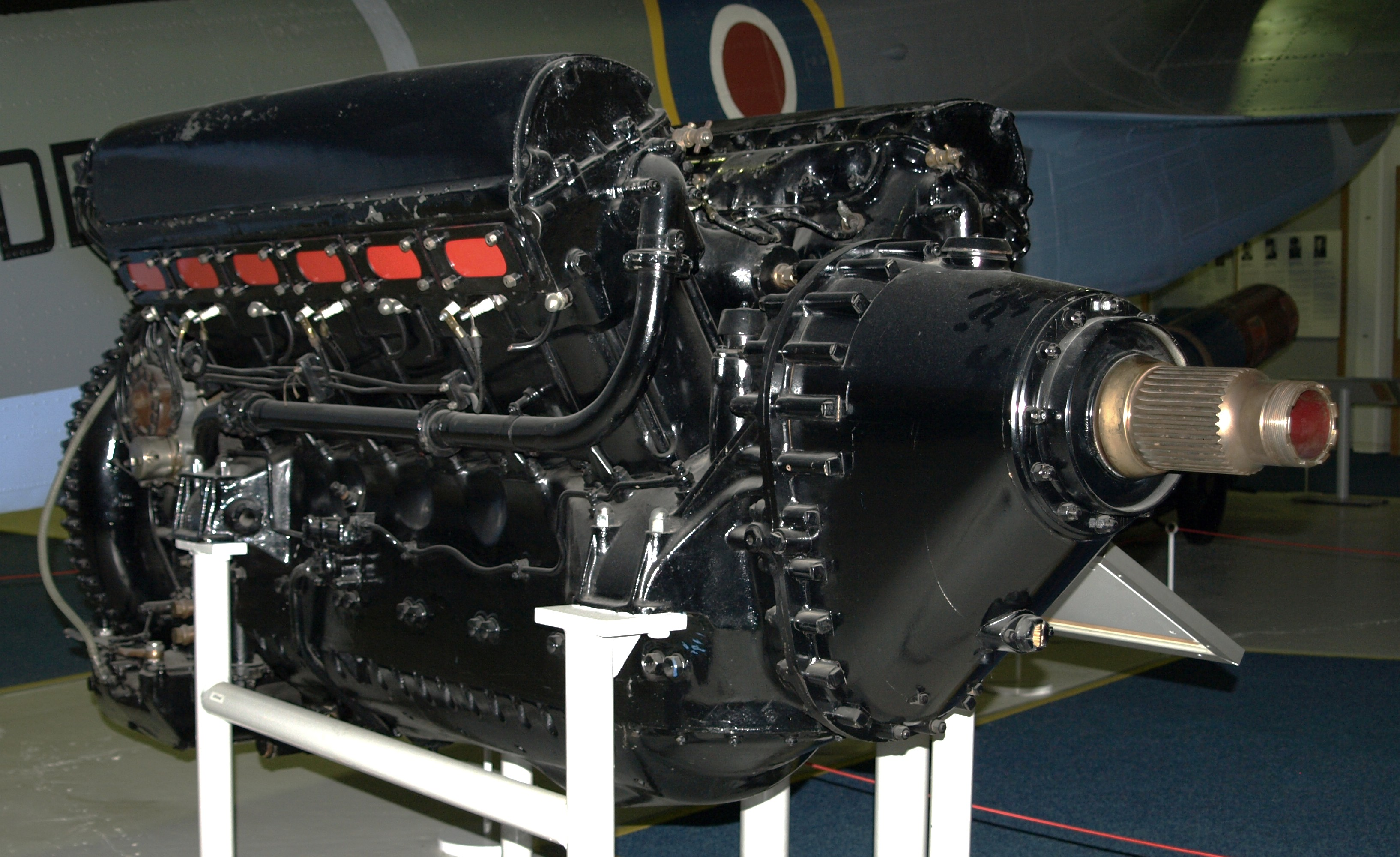
El motor Rolls Royce R.

- Bentley BR2
- Bristol Jupiter
- Bristol Mercury
- Bristol Hercules XVIII
- Curtiss OX-5
- Daimler-Benz DB 605
- Gnome Monosoupape
- Gnome Omega
- Green C.4
- Hispano-Suiza 8
- Honeywell T-55
- Junkers Jumo 004
- Liberty V-12
- Napier Dagger
- Napier Gazelle
- Napier Double Scorpion
- Napier Lion VII
- Napier Sabre III
- Power Jets W.2B/500
- Rolls-Royce Avon Mk.203
- Rolls-Royce Derwent V
- Rolls-Royce Derwent 8
- Rolls-Royce Eagle
- Rolls-Royce Hawk
- Rolls-Royce Griffon
- Rolls-Royce Kestrel IB
- Rolls-Royce Merlin III
- Rolls-Royce Merlin XX
- Rolls-Royce Merlin 23
- Rolls-Royce Pegasus
- Rolls-Royce Spey
- Rolls-Royce R
- Sunbeam Arab I